# Pallamano ai Giochi del Mediterraneo
Il torneo di pallamano dei Giochi del Mediterraneo è una competizione per rappresentative nazionali che si svolge con cadenza quadriannale. È inserito nell'ambito della principale manifestazione multisportiva che coinvolge i paesi che si affacciano sul Mar Mediterraneo. In questa disciplina hanno quasi sempre dominato le squadre della Penisola Balcanica, soprattutto Croazia e Serbia, prima sotto le insegne della Jugoslavia e poi autonomamente; tuttavia anche la Spagna, la Francia e l'Italia hanno ottenuto discreti risultati.

## Edizioni

### Torneo maschile
| Anno          | Ospitante                         | Finale     | Finale    | Finale   | Finale terzo e quarto posto | Finale terzo e quarto posto | Finale terzo e quarto posto |
| Anno          | Ospitante                         | Vincitore  | Risultato | 2º posto | 3º posto                    | Risultato                   | 4º posto                    |
| ------------- | --------------------------------- | ---------- | --------- | -------- | --------------------------- | --------------------------- | --------------------------- |
| 1967 Dettagli | Tunisi ( Tunisia)                 | Jugoslavia |           | Spagna   | Tunisia                     |                             |                             |
| 1975 Dettagli | Algeri ( Algeria)                 | Jugoslavia |           | Spagna   | Algeria                     |                             | Tunisia                     |
| 1979 Dettagli | Spalato ( Jugoslavia)             | Jugoslavia |           | Italia   | Tunisia                     |                             | Francia                     |
| 1983 Dettagli | Casablanca ( Marocco)             | Jugoslavia |           | Algeria  | Spagna                      |                             | Tunisia                     |
| 1987 Dettagli | Latakia ( Siria)                  | Algeria    |           | Francia  | Spagna                      |                             | Siria                       |
| 1991 Dettagli | Atene ( Grecia)                   | Jugoslavia |           | Egitto   | Italia                      |                             | Grecia                      |
| 1993 Dettagli | Linguadoca-Rossiglione ( Francia) | Croazia    |           | Francia  | Slovenia                    |                             | Egitto                      |
| 1997 Dettagli | Bari ( Italia)                    | Croazia    | 21-20     | Italia   | Spagna                      | 31-27                       | Slovenia                    |
| 2001 Dettagli | Tunisi ( Tunisia)                 | Croazia    | 25-24     | Tunisia  | Francia                     | 22-21                       | Spagna                      |
| 2005 Dettagli | Almería ( Spagna)                 | Spagna     | 28-21     | Croazia  | Tunisia                     | 32-26                       | Serbia e Montenegro         |
| 2009 Dettagli | Pescara ( Italia)                 | Serbia     | 35-31     | Francia  | Tunisia                     | 28-24                       | Turchia                     |
| 2013 Dettagli | Mersin ( Turchia)                 | Egitto     | 28-23     | Croazia  | Turchia                     | 32-26                       | Italia                      |
| 2018 Dettagli | Tarragona ( Spagna)               | Croazia    | 24-23     | Tunisia  | Spagna                      | 30-19                       | Turchia                     |

### Torneo femminile
| Anno          | Ospitante                         | Finale     | Finale    | Finale              | Finale terzo e quarto posto | Finale terzo e quarto posto | Finale terzo e quarto posto |
| Anno          | Ospitante                         | Vincitore  | Risultato | 2º posto            | 3º posto                    | Risultato                   | 4º posto                    |
| ------------- | --------------------------------- | ---------- | --------- | ------------------- | --------------------------- | --------------------------- | --------------------------- |
| 1979 Dettagli | Spalato ( Jugoslavia)             | Jugoslavia |           | Spagna              | Italia                      |                             | Algeria                     |
| 1987 Dettagli | Latakia ( Siria)                  | Italia     |           | Francia             | Spagna                      |                             | Siria                       |
| 1991 Dettagli | Atene ( Grecia)                   | Jugoslavia |           | Francia             | Spagna                      |                             | Italia                      |
| 1993 Dettagli | Linguadoca-Rossiglione ( Francia) | Croazia    |           | Francia             | Spagna                      |                             | Slovenia                    |
| 1997 Dettagli | Bari ( Italia)                    | Francia    |           | Croazia             | Slovenia                    |                             | Jugoslavia                  |
| 2001 Dettagli | Tunisi ( Tunisia)                 | Francia    | 26-21     | Spagna              | Slovenia                    | 32-26                       | Jugoslavia                  |
| 2005 Dettagli | Almería ( Spagna)                 | Spagna     | 30-29     | Serbia e Montenegro | Croazia                     | 26-22                       | Francia                     |
| 2009 Dettagli | Pescara ( Italia)                 | Francia    | 33-32 dts | Turchia             | Montenegro                  | 30-25                       | Spagna                      |
| 2013 Dettagli | Mersin ( Turchia)                 | Serbia     | 25-19     | Slovenia            | Croazia                     | 25-24                       | Montenegro                  |
| 2018 Dettagli | Tarragona ( Spagna)               | Spagna     | 27-23     | Montenegro          | Slovenia                    | 30-29                       | Macedonia                   |

## Medagliere complessivo
*Aggiornato a Pescara 2009
| Posizione | Paese      | Oro | Argento | Bronzo | Totale |
| --------- | ---------- | --- | ------- | ------ | ------ |
| 1         | Jugoslavia | 7   | 0       | 0      | 7      |
| 2         | Croazia    | 5   | 3       | 2      | 10     |
| 3         | Francia    | 3   | 6       | 1      | 10     |
| 4         | Spagna     | 3   | 4       | 7      | 14     |
| 5         | Serbia     | 2   | 1       | 0      | 3      |
| 6         | Italia     | 1   | 2       | 2      | 5      |
| 7         | Algeria    | 1   | 1       | 1      | 3      |
| 8         | Egitto     | 1   | 1       | 0      | 2      |
| 9         | Tunisia    | 0   | 2       | 4      | 6      |
| 10        | Slovenia   | 0   | 1       | 4      | 3      |
| 11        | Montenegro | 0   | 1       | 1      | 2      |
| 11        | Turchia    | 0   | 1       | 1      | 2      |
| Totale    | Totale     | 23  | 23      | 23     | 69     |

## Fonti
- (EN) Risultati Ufficiali in pdf su Cijm.org, su cijm.org.gr. URL consultato il 6 agosto 2011 (archiviato dall'url originale il 9 dicembre 2014).